# Pianoconcert nr. 8 (Mozart)
Pianoconcert nr. 8 in C majeur, KV 246, is een pianoconcert van Wolfgang Amadeus Mozart. Hij schreef het stuk in april 1776.

## Orkestratie
Het pianoconcert is geschreven voor:
- Twee hobo's
- Twee hoorns
- Pianoforte
- Strijkers

## Onderdelen
Het pianoconcert bestaat uit drie delen:
1. Allegro aperto
2. Andante
3. Rondo: tempo di menuetto